# Década de 670
Séculos: (Século VI - Século VII - Século VIII)
Décadas: 620 630 640 650 660 - 670 - 680 690 700 710 720
Anos: 670 - 671 - 672 - 673 - 674 - 675 - 676 - 677 - 678 - 679